# Уральская городская администрация
Уральская городская администрация (каз. Орал қаласы әкімдігі / Oral qalasy ákimdigi) — административно-территориальная единица в составе Западно-Казахстанской области, включающая в себя город Уральск.
Общая площадь территории, подчинённой городской администрации составляет 731,33 км². Численность населения на 2024 год, в населённых пунктах, в составе администрации составляет 361 940 человек. В настоящее время обязанности главы Уральской городской администрации исполняет Мурат Байменов.
Городскую администрацию возглавляет аким города Уральск, назначаемый акимом Западно-Казахстанской области в соответствии с Законом Республики Казахстан от 23 января 2001 года «О местном государственном управлении и самоуправлении в Республике Казахстан»

## Административное деление
Уральская городская администрация состоит из 4 субъектов:
1. город Уральск
2. посёлок Круглоозёрное
3. посёлок Зачаганск
4. посёлок Деркул

## Население
| Название              | Население (2024) |
| --------------------- | ---------------- |
| город Уральск         | 256 953          |
| посёлок Круглоозёрное | 6 187            |
| посёлок Зачаганск     | 62 624           |
| посёлок Деркул        | 29 942           |
| Всего человек:        | 361 940          |